# Ucrania en los Juegos Paralímpicos de Pyeongchang 2018
Ucrania estuvo representada en los Juegos Paralímpicos de Pyeongchang 2018 por un total de veinte deportistas, catorce hombres y seis mujeres.

## Medallistas
El equipo paralímpico ucraniano obtuvo las siguientes medallas:
| Nombre                                                         | Deporte        | Evento                                        |
| -------------------------------------------------------------- | -------------- | --------------------------------------------- |
| Oro                                                            |                |                                               |
| Oxana Shyshkova                                                | Biatlón        | 10 km discapacidad visual femenino            |
| Vitali Lukyanenko                                              | Biatlón        | 7,5 km discapacidad visual masculino          |
| Vitali Lukyanenko                                              | Biatlón        | 15 km discapacidad visual masculino           |
| Taras Rad                                                      | Biatlón        | 12,5 km sentado masculino                     |
| Maxym Yarovyi                                                  | Esquí de fondo | 15 km sentado masculino                       |
| Ihor Reptyuj                                                   | Esquí de fondo | 20 km de pie masculino                        |
| Yulia Batenkova Oxana Shyshkova Iurii Utkin Liudmyla Liashenko | Esquí de fondo | 4 × 2,5 km mixto                              |
| Plata                                                          |                |                                               |
| Oxana Shyshkova                                                | Biatlón        | 6 km discapacidad visual femenino             |
| Oxana Shyshkova                                                | Biatlón        | 12,5 km discapacidad visual femenino          |
| Olexandr Kazik                                                 | Biatlón        | 12,5 km discapacidad visual masculino         |
| Olexandr Kazik                                                 | Biatlón        | 15 km discapacidad visual masculino           |
| Ihor Reptyuj                                                   | Biatlón        | 12,5 km de pie masculino                      |
| Oxana Shyshkova                                                | Esquí de fondo | 15 km discapacidad visual femenino            |
| Grigori Vovchinskyi                                            | Esquí de fondo | 10 km de pie masculino                        |
| Bronce                                                         |                |                                               |
| Liudmyla Liashenko                                             | Biatlón        | 6 km de pie femenino                          |
| Liudmyla Liashenko                                             | Biatlón        | 10 km de pie femenino                         |
| Ihor Reptyuj                                                   | Biatlón        | 7,5 km de pie masculino                       |
| Anatoli Kovalevskyi                                            | Biatlón        | 7,5 km discapacidad visual masculino          |
| Iurii Utkin                                                    | Biatlón        | 12,5 km discapacidad visual masculino         |
| Oxana Shyshkova                                                | Esquí de fondo | 1,5 km velocidad discapacidad visual femenino |
| Liudmyla Liashenko                                             | Esquí de fondo | 15 km de pie femenino                         |
| Maxym Yarovyi                                                  | Esquí de fondo | 7,5 km sentado masculino                      |